# Charlotte Benkner
Charlotte (Enterlein) Benkner (Leipzig, 16 november 1889 – North Lima, Ohio, 14 mei 2004) was vanaf 13 november 2003 voor enkele maanden de oudst erkende levende mens ter wereld. Die erkenning raakte zij kwijt toen op 23 april 2004 ondersteunende bewijzen voor de geboortedatum van Ramona Trinidad Iglesias-Jordan erkend werden: deze Puerto Ricaanse bleek enkele maanden ouder te zijn. Later bleek ook nog dat María Esther de Capovilla ouder was, waardoor Benkner de op twee na oudste persoon ter wereld werd.
Charlotte Benkner werd als Charlotte Enterlein geboren in het Duitse Leipzig en emigreerde als kind in 1896 naar de Verenigde Staten. Ze groeide op in Peekskill, New York, waar haar vader een hotel had. In 1908 trouwde ze met de civiel ingenieur Karl Benkner, waarna ze verhuisden naar Pennsylvania. Later woonden ze in Youngstown (Ohio), waar hij docent was aan de Youngstown State University. In 1960 ging hij met pensioen en verhuisden ze naar Tucson (Arizona). In 1967 overleed Karl. Het stel had geen kinderen.
Toen ze 110 jaar oud was, verhuisde Charlotte Benkner terug naar Ohio, waar ze met haar enige nog levende zus Tillie O'Hare ging samenwonen in een woonzorgcomplex. Als jong meisje had Benkner voor haar 14 jaar jongere zus gezorgd terwijl hun ouders het hotel runden. Tillie overleed op 25 januari 2004, enkele weken voor haar 100e verjaardag. Charlotte stierf een paar maanden later, op 14 mei, waardoor Emma Verona Johnston de oudste Amerikaanse werd.
Vanaf 5 oktober 2003, toen de 114-jarige Elena Slough overleed, was Benkner de oudste ingezetene van de Verenigde Staten. Wereldwijd was ze de op twee na oudste levende mens.

## Trivia
Een van de bijzonderste momenten van haar leven was volgens Benkner, toen zij tijdens een reisje op een veerboot in New York president Theodore Roosevelt tegenkwam, die haar vriendinnengroepje vriendelijk groette.